# (2373) Immo
(2373) Immo (1929 PC) – planetoida z pasa głównego asteroid okrążająca Słońce w ciągu 4,67 lat w średniej odległości 2,79 au. Odkryta 4 sierpnia 1929 roku.